# N'Bina
N'Bina est une commune rurale située dans le département de Gayéri de la province de la Komondjari dans la région de l'Est au Burkina Faso.

## Santé et éducation
Le centre de soins le plus proche de N'Bina est le centre médical ainsi que le centre de santé et de promotion sociale (CSPS) de Gayéri.